# Isabel de Aragão e Castela, Rainha de Portugal
Isabel de Aragão e Castela (em castelhano: Isabel de Aragón; Dueñas, 2 de outubro de 1470 — Saragoça, 28 de agosto de 1498), foi uma Infanta de Aragão e de Castela, esposa do rei Manuel I e Rainha Consorte de Portugal e Algarves de 1497 até a sua morte. Era filha do rei Fernando II de Aragão e da rainha Isabel I de Castela. Seu primeiro marido foi o príncipe herdeiro D. Afonso, que morreu prematuramente fazendo com que Isabel se casasse novamente, com seu primo, o futuro Manuel I.

## Biografia
Isabel era a filha mais velha de Fernando II de Aragão e Isabel I de Castela. Nascida durante o reinado de seu tio, Henrique IV de Castela, os primeiros anos da sua vida foram definidos pela tensão entre ele e sua mãe, como seu tio não iria perdoar sua mãe por se casar com Fernando sem sua permissão. Com a morte de Henrique IV, em 1474, a mãe de Isabel assumiu o trono de Castela, e a jovem Isabel foi rapidamente jurada como herdeira presuntiva do trono. 
Os primeiros anos do reinado de Isabel I foram envolvidos em uma guerra de sucessão, pois Henrique IV não havia nomeado especificamente um sucessor. Houve uma luta entre Isabel I e sua sobrinha Joana, que era conhecida como "a Beltraneja" devido aos rumores de que ela era filha ilegítima da rainha Joana de Portugal de Henrique IV e sua favorita, Beltrán de la Cueva, 1º duque de Alburquerque. Afonso V de Portugal, que era cunhado de Henrique IV e tio da jovem Joana, interveio em nome de Joana e Fernando e Isabel foram forçados a entrar em guerra com Portugal. 
Durante a guerra, a jovem Isabel testemunhou um pouco do caos. Enquanto seus pais brigavam com os portugueses, a princesa foi deixada em Segóvia enquanto a cidade estava sob o controle de Andrés de Cabrera e sua esposa Beatriz de Bobadilla. Os moradores da cidade, descontentes com este novo governo, se levantaram e assumiram o controle da cidade. A princesa de sete anos ficou presa em uma torre do Alcázar por algum tempo até que sua mãe retornou a Segóvia e assumiu o controle da situação. 
A guerra terminou em 1479 com o Tratado de Alcáçovas. Entre os termos estava a disposição de que a princesa Isabel se casasse com o neto de Afonso V, Afonso, que era cinco anos mais novo que a princesa. O tratado também previa que Fernando e Isabel pagassem um grande dote por sua filha e que a princesa residisse em Portugal como garantia de que seus pais cumprissem os termos do tratado. Em 1480, o príncipe Afonso foi morar na cidade de Moura com sua avó materna Beatriz, Duquesa de Viseu, e nos primeiros meses do ano seguinte a sua futura esposa, Isabel, de dez anos de idade. Ela passou três anos em Portugal antes de voltar para casa.
Isabel também passou uma parte considerável de sua juventude em campanha com seus pais, quando conquistaram os demais estados muçulmanos no sul da Espanha. Por exemplo, ela acompanhou a mãe na aceitação da rendição da cidade de Baza.
Seus avós paternos foram João II,  rei de Aragão e Navarra e Joana Henriques, sua segunda esposa. Seus avós maternos foram João II, rei de Castela e Leão, e Isabel de Portugal.
Filha primogénita, foi irmã de Joana, a Louca, rainha de Castela e Leão, de Maria de Castela e Leão, rainha consorte de Portugal, de Catarina de Aragão, rainha consorte de Inglaterra, e de João, Príncipe das Astúrias.
Em consequência do tratado de Alcobozes (Tercerías de Moura), se casou em Évora, em 1490, com o príncipe Afonso de Portugal, herdeiro da coroa, filho do rei João II, que faleceu em 13 de julho de 1491.
Viúva, casou com o primo direito do sogro, o rei Manuel I em 1496.
O rei Manuel I, ao partir de Castelo de Vide para Valência de Alcântara em outubro para receber sua mulher Isabel, filha de Fernando de Aragão e de Isabel de Castela, levou como companhia seus grandes amigos Diogo da Silva, Conde de Portalegre; Fernando de Menezes, Conde de Alcoutim;  Diogo seu irmão; João de Menezes, mordomo-mor, depois prior do Crato e conde de Tarouca; Martinho de Castelo Branco, vedor da Fazenda e depois Conde de Vila Nova de Portimão; Francisco de Almeida; Pedro da Silva, comendador-mor de Avis; Aires da Silva, regedor da Casa da Suplicação; Francisco de Sá, vedor da Fazenda da cidade do Porto; Jorge Mouto, guarda-mor do rei; João de Sousa; Fernando Martins Mascarenhas.

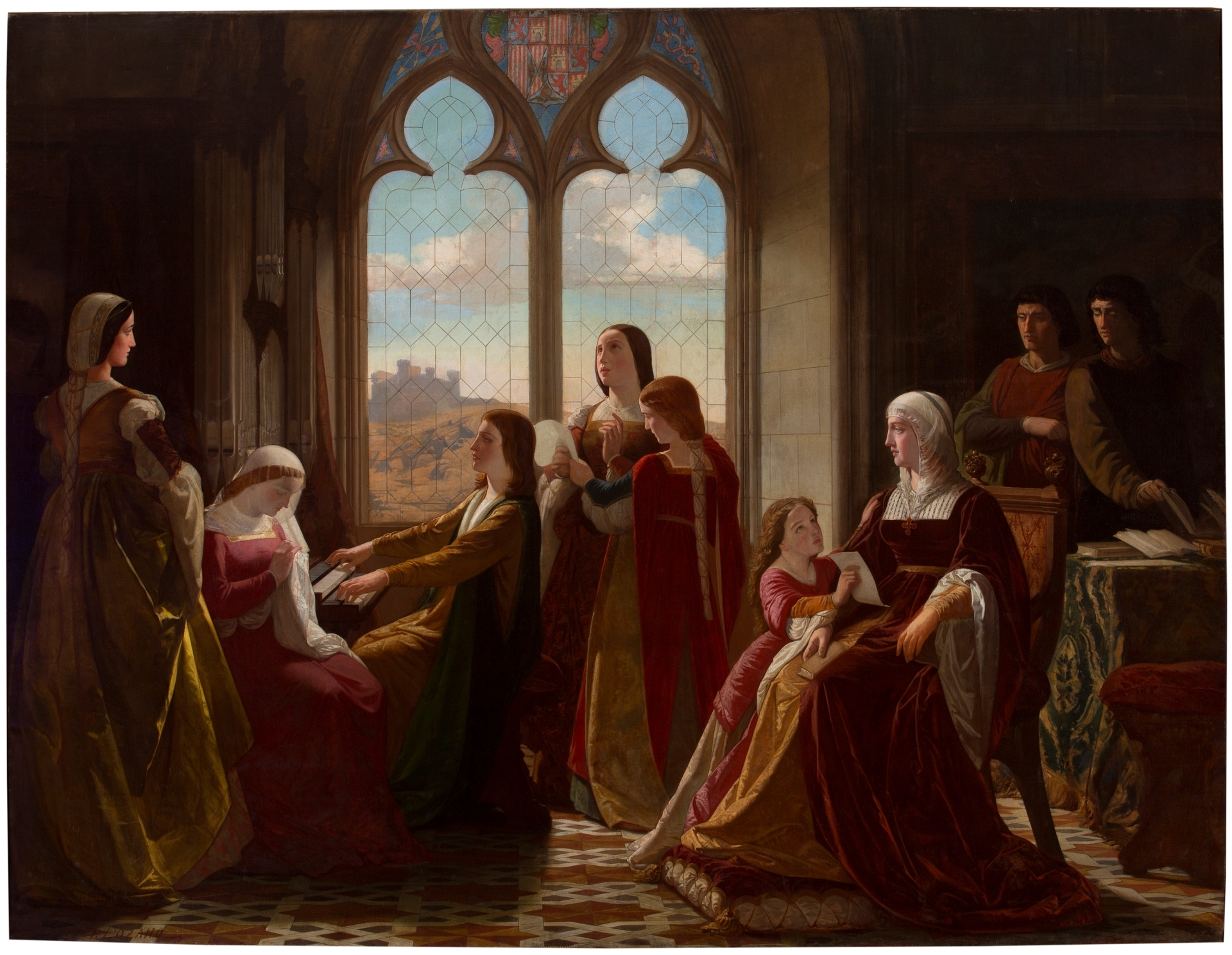
Quadro por Isidoro Lozano, mostrando a rainha Isabel I a supervisionar a educação dos seus filhos (em sentido horário): Isabel, João, Joana, Maria e Catarina.

Em 29 de março de 1498 o rei Manuel I partiu de Lisboa para Castela com a rainha Isabel, deixando a irmã, a rainha Leonor, como regente. Entrou em Badajoz com Jorge (bastardo do rei João II de Portugal), Diniz (seu sobrinho, irmão de Jaime, duque de Bragança), Álvaro seu tio, Diogo da Silva, conde de Portalegre; o Bispo da Guarda, Pero Vaz, seu capelão-mor, e o de Tânger, Diogo Ortiz; D. João de Menezes, mordomo-mor; Francisco, filho de Afonso, Bispo de Évora, depois Conde de Vimioso; Francisco de Almeida, que foi depois o primeiro vice-rei da Índia; que todos iam vestidos de dó, por falecimento do príncipe João de Castela. Foram a Guadalupe, depois para Mérida no domingo de Ramos, e para Toledo, onde foram jurados príncipes herdeiros dos reinos de Castela e Leão. Partiram depois para o reino de Aragão, em Saragoça, onde chegaram a 1 de junho de 1498.
Em 24 de agosto, dia de São Bartolomeu, a rainha pariu com muito trabalho um filho, que chamaram Miguel, herdeiro dos reinos de Portugal, Castela, Leão, Sicília e Aragão, que morreria em Granada em 29 de julho de 1500 aos 23 meses. Ao tempo em que pariu, presentes o rei seu pai Fernando, a sua mãe rainha Isabel, e o rei Manuel seu marido, e a teve em seus braços Francisco de Almeida, de quem fiz menção. Morreu «à força de sangue que lhe soltara sem lho poderem estancar».